# (120132) 2003 FY128
(120132) 2003 FY128 — транснептуновий об'єкт. Виявлений програмою NEAT у Паломарській обсерваторії, Каліфорнія.

## Відокремлений об'єкт
Глибоким оглядом екліптики класифікований як відокремлений об'єкт (DES), оскільки на його орбіту, як вважається, не впливає Нептун. Хоча якби Нептун мігрував назовні, упродовж певного часу цей об'єкт мав би більший ексцентриситет.